# Ludwig Deusch
Ludwig Deusch (* 13. Februar 1925 in Burgschleinitz; † 5. Oktober 2008 in Eggenburg) war ein österreichischer Politiker (SPÖ) und Buchhalter. Er war von 1977 bis 1987 Abgeordneter zum Landtag von Niederösterreich.

## Leben
Deusch besuchte die Volks- und Hauptschule und wurde während des Zweiten Weltkriegs 1941 dienstverpflichtet. Er war ab 1943 im Reichsarbeitsdienst eingesetzt und wurde danach zum Militärdienst eingezogen, wobei er in Kriegsgefangenschaft geriet, aus der er erst 1946 zurückkehrte. Nach seiner Rückkehr trat er in den Dienst der Gemeinde Eggenburg und arbeitete als Buchhalter. Er war zudem ab 1970 als Gemeinderat aktiv und fungierte zwischen 1970 und 1985 als Stadtrat. Danach war er bis 1987 erneut Gemeinderat. Deusch vertrat die SPÖ Niederösterreich vom 17. November 1977 bis zum 30. November 1987 im Niederösterreichischen Landtag und war innerparteilich ab 1976 als Bezirksparteivorsitzender tätig.

## Auszeichnungen
- 1987: Großes Silbernes Ehrenzeichen für Verdienste um die Republik Österreich[1]